# آلدرفورد
آلدرفورد (به انگلیسی: Alderford) یک روستا و محله مدنی در بریتانیا است که در Broadland واقع شده‌است. آلدرفورد ۱٫۸۰ کیلومتر مربع مساحت دارد.